# Білтговен
Білтговен (нід. Bilthoven) — село в нідерландській провінції Утрехт. Входить до муніципалітету Де-Білт.
Веде свою історію від відкритої на його місці 1843 року залізничної станції, навколо якої згодом почалася дачна забудова.

## Галерея

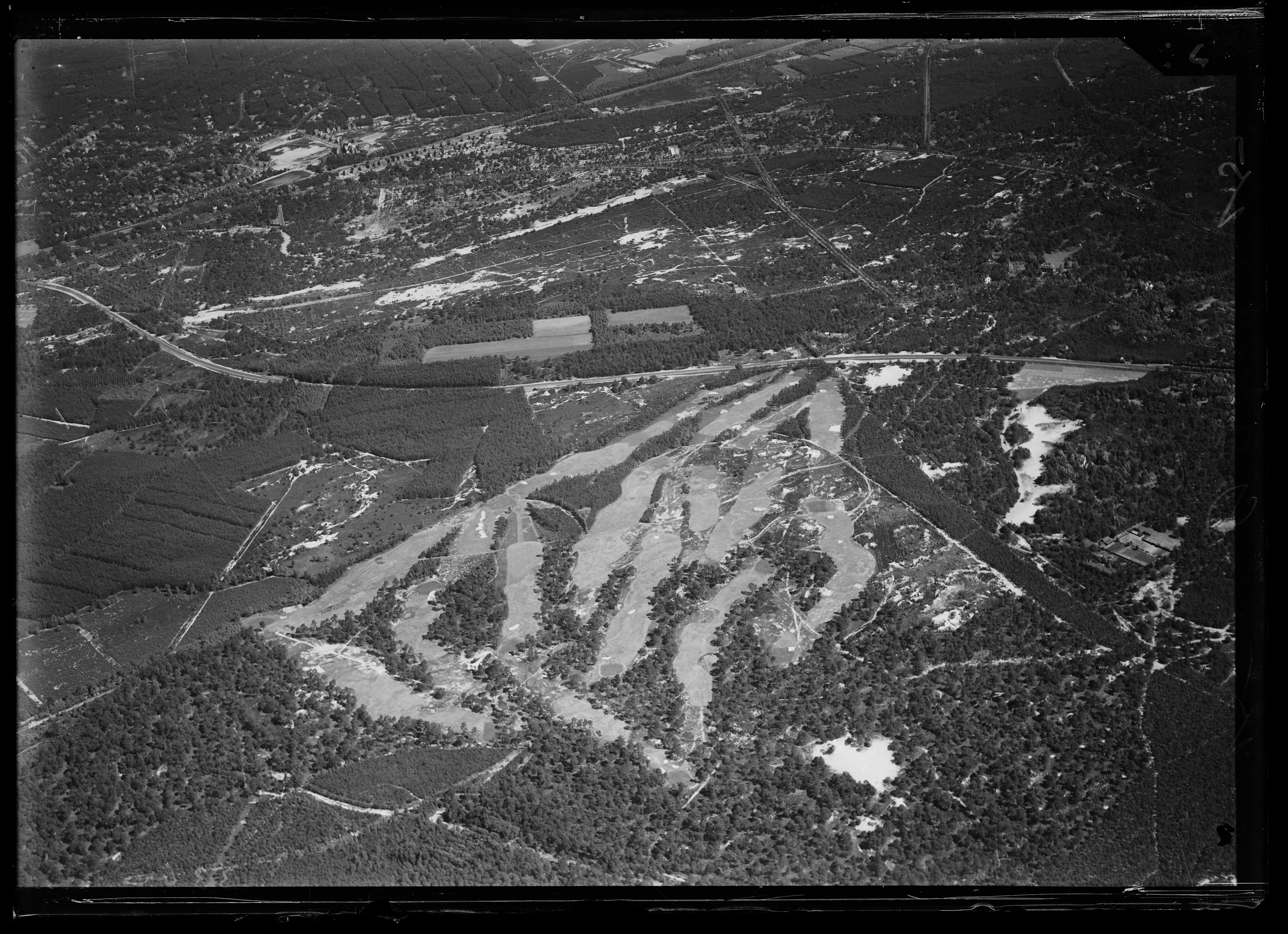
Аерофотозйомка села (1920-1940)